# فيلاسيميوس
فيلاسيميوس، (بالإنجليزية: Villasimius)‏، (سردينيا: villasˈsimjus)، هي بلدية في مقاطعة جنوب سردينيا، في منطقة سردينيا الإيطالية، وتقع على بعد حوالي 35 كم (22 ميل) شرق كالياري. 

## السكان
في سنة 1861 بلغ عدد السكان 1٬359 نسمة، وتطور العدد ليصل في سنة 2011 لـ 3٬420 نسمة.
يظهر هذا المخطط البياني تطور النمو السكاني لـ فيلاسيميوس